# European Students Earth Orbiter
ESEO (ang. European Students Earth Orbiter) – mikrosatelita projektowany przez europejskich studentów. Projektem opiekuje się Europejska Agencja Kosmiczna i stowarzyszenie SSETI. Montaż prototypu przewidywany był na początek roku 2007, a start na koniec roku 2008, jednak terminy te uległy znacznemu opóźnieniu.
Zespoły studenckie rozproszone są po całej Europie. Prace koordynowane są poprzez internet i odbywające się co pół roku warsztaty. W pracach biorą także udział studenci Politechniki Warszawskiej i Wrocławskiej.